# Гражданские протесты в Сирии (2011)
Гражданские протесты в Сирии, или Сирийская революция (январь — июль 2011 года) — начальная фаза острого общественно-политического конфликта в Сирийской Арабской Республике, постепенно переросшего в гражданскую войну.
Мирные протесты в Сирии, начавшиеся в январе — феврале 2011 года, первоначально выглядели лишь как часть более широкого регионального движения — так называемой «арабской весны». Похожие выступления к тому времени уже проходили в Бахрейне, Египте, Йемене, Ливии и Тунисе. Сирийские протестующие требовали прекращения чрезвычайного положения, действовавшего с 1963 года, и восстановления личных, политических и экономических свобод, ликвидации коррупции.
Несмотря на попытки властей подавить демонстрации, используя полицию и службы безопасности, вскоре стало ясно, что ситуация выходит из-под контроля, и против протестующих стали применяться регулярные войска. Участники протестов и СМИ также обвиняли правительство в использовании наёмников, которые избивали и расстреливали участников акций протеста, — лояльных правительству, но слабо контролируемых отрядов ополчения, известных под собирательным наименованием «Шабиха».
Насилие и жестокость в отношении протестующих привели к массовому дезертирству из армии (в первую очередь, военнослужащих-суннитов) и возникновению вооружённых отрядов оппозиции, получивших поддержку ряда региональных держав. 29 июля 2011 года была образована оппозиционная Свободная сирийская армия, что свидетельствовало о переходе конфликта в фазу гражданской войны.

## Предпосылки сирийского конфликта
В 2006/2007 году сельское хозяйство Сирии подверглось небывалой засухе, сохранявшейся на протяжении последующих трёх лет, воздействие которой усугубила многолетняя политика сирийских властей по стимулированию роста сельскохозяйственного производства, что привело к истощению водных ресурсов и опустыниванию земель. Уже в первый год засухи сельскохозяйственные предприятия в северо-восточных регионах, снабжавших зерном всю страну и обеспечивавших две трети сельскохозяйственного производства Сирии, потерпели крах. Доля сельского хозяйства в ВВП Сирии упала с 25 % (2003) до 17 % (2008). В 2008 году впервые с середины 1990-х годов правительству пришлось произвести крупные закупки пшеницы за рубежом. За один год цены на пшеницу, рис и корма увеличились более чем в два раза. Объёмы производства у мелких и средних земледельцев и скотоводов упали до нуля. К февралю 2010 года в связи с засухой и продолжающимся ростом цен на корма было уничтожено практически всё поголовье скота.
Башар Асад, сменивший своего отца на президентском посту в 2000 году, в числе других мер по ослаблению государственного регулирования и либерализации экономики сократил субсидии сельхозпроизводителям на закупки горючего и продовольствия. Несмотря на наступление засухи, это решение не было отменено, что ещё более усугубило ситуацию в сельском хозяйстве.
Уже в 2009 году ООН и Красный Крест сообщали, что в результате засухи в Сирии потеряли средства к существованию около 800 тысяч человек, а в 2010 году, по оценке ООН, на грани голода оказалось до миллиона жителей страны.
Население сельских районов, неспособное противостоять затянувшейся жестокой засухе, в массовом порядке потянулось в города — Дамаск, Алеппо, Дейр-эз-Зор и др.
Число сирийцев, которые оказались вынуждены покинуть свои места проживания из-за засухи, оценивается в 1,5 млн. Большинство переселилось на окраины городов, и без того испытывавших напряжение в связи с чрезмерным демографическим ростом (∼2,5 % в год) и наплывом иракских беженцев (1,2-1,5 млн за период с 2003 по 2007 годы). К 2010 году внутренне перемещённые лица и иракские беженцы составили около 20 % городского населения Сирии. Если в 2002 году городское население Сирии насчитывало 8,9 млн, то к концу 2010 года оно выросло до 13,8 млн, то есть более чем в полтора раза. Некоторые источники считают, что чрезмерный рост численности городского населения в немалой степени способствовал возникновению внутрисирийского конфликта.
Именно брошенное властями на произвол судьбы население стремительно разрастающихся окраин сирийских городов, с их незаконными поселениями, скученностью, неразвитой инфраструктурой, высоким уровнем безработицы и преступности, превратилось в рассадник протестных настроений. Таким образом, внутренняя миграция, вызванная жестокой продолжительной засухой, усугубила воздействие целого ряда других факторов, способствовавших росту народного недовольства, — безработицы, коррупции и удручающего социального неравенства, в сочетании с последствиями непродуманной экономической политики и расточительного использования имеющихся ресурсов, а также медленного и неэффективного реагирования режима Асада на чрезвычайные обстоятельства.
В ряде источников указывается, что «арабская весна» (падение правящих режимов в Египте и Тунисе) своим революционизирующим воздействием лишь инициировала гражданские протесты, глубинные причины которых коренились в таких хронических проблемах Сирии, как недовольство населения социально-политической системой и авторитарным правлением Асада в частности и доминированием представителей алавитского конфессионального меньшинства (ок. 12 % населения) во властных и военных структурах в целом, режим чрезвычайного положения, сохранявшийся с 1963 года, репрессии и всесилие спецслужб, отсутствие свободы слова и других личных свобод, сосредоточение всей полноты власти в руках президента страны и высшего руководства Партии арабского социалистического возрождения (БААС) при запрете независимых политических партий, экономическая и политическая коррупция, религиозные противоречия, курдская проблема и другие.

## Январь—февраль 2011: начало протестов
Первые антиправительственные выступления в Сирии начались 26 января 2011 года и носили по большей мере неорганизованный характер.
26 января в городе Эль-Хасака совершил самосожжение некий Хасан Али Акле. Аналогичный акт публичного самосожжения, совершённый 17 декабря 2010 года в Тунисе Мохаммедом Буазизи, по прошествии некоторого времени рассматривался многими как событие, спровоцировавшее начало «арабской весны». Акцию Хасана Али Акле также назвали «протестом против сирийских властей», приведшим к противостоянию в Сирии.
28 января в Ракке прошла вечерняя демонстрация протеста против убийства двух солдат курдского происхождения.
31 января — Президент Сирии Башар аль-Асад обвиняет Израиль во вмешательстве во внутренние дела.
2 февраля — Сухейр Атасси возглавляет сидячую забастовку Баб Тума в знак протеста против «систематического грабежа и продолжающейся монополии двух сирийских операторов мобильной связи, MTN и Syriatel». Группа из 20 человек в штатском избила и разогнала 15 человек, которые проводили акцию со свечами в Баб-Туме в Дамаске в поддержку египетских протестующих.
В социальной сети Facebook появилась новая группа под именем «Сирийская революция-2011», призывавшая к проведению в крупнейших городах Сирии «Дня гнева» против президента Башара Асада. Первый политический флешмоб, назначенный на среду, 4 февраля, состоялся в основном за рубежом. На телеканале «Аль-Джазира» это объясняли как усилением мер безопасности в преддверии возможных событий, так и относительной популярностью главы государства и правящей партии в сравнении с другими арабскими странами. Сам Асад с уверенностью заявлял, что его страна обладает «иммунитетом» против демократических восстаний, приведших к краху тунисского и египетского правящих режимов.
17 февраля в Дамаске прошла стихийная демонстрация против полицейского насилия. Полицейские избили владельца магазина. По оценкам очевидцев, демонстрантов было более 1500. Однако они были быстро разогнаны силами безопасности.
23 февраля сирийский парламент подавляющим большинством голосов отклонил предложение одного из депутатов пересмотреть действующие законы о режиме чрезвычайного положения.

## Март 2011: первые столкновения
7 марта 13 политзаключённых центральной тюрьмы Дамаска объявили голодовку протеста против «политических арестов и угнетения».
10 марта десятки сирийских курдов также объявили голодовку в знак солидарности с их требованиями.
12 марта тысячи сирийских курдов приняли участие в акциях протеста в городах Эль-Камышлы и Эль-Хасака в память о 30 курдах, убитых полицией в ходе беспорядков в марте 2004 года.
15 марта, в «День гнева», многие сотни человек откликнулись на призывы в социальных сетях и вышли на улицы в Дамаске, Алеппо, Дейр-эз-Зоре, Эль-Хасаке, Даръа, Хаме. Это были первые протесты подобного масштаба с 1980-х годов. Протестующие требовали прекращения чрезвычайного положения, действовавшего с 1963 года, освобождения политзаключённых, восстановления личных, политических и экономических свобод, ликвидации коррупции. Антиправительственные выступления завершились столкновениями с полицией и задержаниями участников. Власти отреагировали на происходящие события туманными обещаниями реформ, одновременно заявляя, что беспорядки на улицах сирийских городов — дело рук «внешних сил» и анонимных «провокаторов» и «подстрекателей», которые пытаются «создать хаос и беспорядки, нанося повреждения государственной и частной собственности».
16 марта в Дамаске силы безопасности, вооружённые дубинками, и сторонники властей разогнали участников акции протеста на площади Марже, в районе здания МВД Сирии, требовавших освобождения политзаключённых. Как отмечалось в СМИ, координация действий протестующих осуществлялась через социальные сети и сайт правозащитной организации Сирийский центр мониторинга за соблюдением прав человека. Тем временем сирийские политические эмигранты заявляли о планируемых акциях у сирийских представительств в США и Европе в поддержку антиправительственных протестов в самой Сирии.
18 марта прошли антиправительственные выступления и столкновения с силами безопасности в Дамаске, Дейр-эз-Зоре, Эль-Камышлы, Хомсе, Баниясе. Протестующие требовали освобождения политических заключённых, отмены чрезвычайного положения, гражданских свобод и пресечения тотальной коррупции правительственных чиновников.
В этот же день вспыхнуло восстание в Даръа, на юго-западе Сирии, на границе с Иорданией. Поводом для волнений в Даръа послужило задержание службой безопасности группы подростков-учащихся, расписывавших стены домов и заборы антиправительственными лозунгами (одним из них был Муавия аль-Сиаснех). 18 марта, когда после пятничной молитвы родственники задержанных пришли к участку полиции требовать их освобождения, силы безопасности открыли по ним огонь, и несколько человек были убиты. Их похороны стали поводом для новых беспорядков. Организацию акций протеста в Даръа взяли на себя члены запрещённой в Сирии организации «Братья-мусульмане», группировавшиеся вокруг имама мечети аль-Омари. 20 марта толпа подожгла офис правящей партии Баас, дворец правосудия и несколько полицейских участков и разгромила два офиса телекоммуникационных компаний, в том числе компании «Сириатель», которой владеет крупный бизнесмен Рами Махлюф, двоюродный брат президента. Силы безопасности вновь открыли по собравшимся огонь на поражение.
На дорогах, ведущих в город, а также в самом городе были установлены армейские и полицейские блокпосты. 22 марта полиция открыла огонь по колоннам манифестантов, направлявшихся в Даръа, чтобы присоединиться к протестующим. Волнения перекинулись на соседние с Даръа населённые пункты.
В ночь на 23 марта службы безопасности после переброски подкреплений штурмовали мечеть аль-Омари. Против участников акции протеста у мечети аль-Омари был применён слезоточивый газ. Сирийское государственное телевидение продемонстрировало запасы оружия, которые, как утверждается, были обнаружены внутри мечети в ходе штурма, — огнестрельное оружие, гранаты, боеприпасы. По сообщениям СМИ, ссылавшимся на представителей протестующих, в этот день в столкновениях с полицией погибло 15 человек. Днём по государственному телеканалу было официально объявлено, что Башар Асад отправил в отставку губернатора провинции.
25 марта группа, называвшая себя «Революция в Сирии 2011», разместила в социальной сети Facebook призыв к «народному восстанию» по всей Сирии. В этот день после пятничной молитвы по всей стране прошли массовые акции протеста. Наиболее многочисленные акции протеста против действий властей состоялись в Даръа, где на улицы для участия в похоронных процессиях вышло до 100 тысяч человек. Собравшись после похорон на площади перед зданием администрации губернатора провинции, протестующие сожгли плакат с изображением Башара Асада, после чего повалили, разбили и сожгли статую его отца — Хафеза Асада. С крыши офицерского клуба по собравшимся была открыта стрельба, что привело к новым жертвам. Протесты прошли и в других сирийских городах, таких как Хомс, Хама, Банияс, Джасим, Алеппо, Дамаск и Латакия. Число погибших составило в общей сложности более 70 человек.

## Репрессии
Ещё до начала массовых протестов сирийские власти провели многочисленные аресты политических активистов и правозащитников, которых правительство Асада объявило «террористами». В частности, в начале февраля были арестованы лидеры политической оппозиции Гассан аль-Наджар, Аббас Аббас и Аднан Мустафа.
Полиция и силовые органы жёстко отреагировали на начавшиеся протесты. Против демонстрантов были применены дубинки, водомёты и слезоточивый газ, по ним стреляли боевыми патронами.
С началом массовых протестов власти развернули кампанию арестов. По сообщениям правозащитных групп, были арестованы десятки тысяч людей. Был принят закон, позволяющий полиции и любой из многочисленных спецслужб задерживать подозреваемых на восемь дней без постановления суда. Арестам подвергались в основном политические активисты и мужчины в городах, в которые позднее, в апреле, будут направлены войска. Многие из задержанных подвергались пыткам, избиениям и жестокому обращению.
Президент Асад объявил оппозицию исламскими террористами (Такфир), а себя представил в качестве гаранта светской формы правления. В начале апреля крупные силы безопасности были направлены против палаточных городков в Латакии. В нескольких городах были установлены блокпосты для предотвращения демонстраций протеста. Несмотря на репрессии, массовые протесты продолжались в течение месяца в городах Даръа, Банияс, Эль-Камышлы, Хомс, Дума и Хараста.

## Уступки
В течение марта и апреля сирийское правительство, надеясь ослабить волнения, предложило ряд политических уступок и реформ. Был сокращён призыв в армию, правительство пообещало освободить политзаключённых, снизить налоги, повысить зарплаты работникам бюджетной сферы, обеспечить свободу прессы, а также создать дополнительные рабочие места. Из этих обещаний были исполнены лишь немногие.
Правительство, руководящие посты в котором занимают представители религиозного меньшинства — алавитов, — пошло на некоторые уступки мусульманам-суннитам, составляющим в Сирии подавляющее большинство населения, а также некоторым национальным меньшинствам. Так, был отменён запрет учителям носить на работе традиционное мусульманское покрывало — никаб. Было закрыто единственное в стране казино. Правительство также предоставило гражданство тысячам сирийских курдов, ранее имевших статус «иностранцев».
Одним из главных требований протестующих была отмена чрезвычайного положения, действовавшего в Сирии с 1963 года. Закон о чрезвычайном положении давал правительству возможность произвольных арестов и запрета политической оппозиции. 21 апреля Башар Асад подписал указ, отменяющий чрезвычайное положение. Тем не менее антиправительственные протесты продолжались, поскольку оппозиционные активисты считали обещания реформ слишком туманными.

## Реакция правящего режима

### Апрель
По мере продолжения протестов сирийское правительство начало использовать для подавления протестов регулярную армию, что стало новым этапом в эскалации конфликта. 25 апреля армия осадила город Даръа, который являлся центром восстания. Солдаты расстреливали демонстрантов и обыскивали дома в поисках восставших; количество арестованных исчислялось сотнями. Впервые против демонстрантов были задействованы бронетехника и снайперы. Спецслужбы начали отключать в жилых кварталах воду, электричество и телефонные линии, а также изымать муку и другие продукты питания. Столкновения между армией и протестующими, часть из которых к тому времени была вооружена, привели к гибели сотен людей. К 5 мая восстание было в основном подавлено, и армия была выведена из города, за исключением небольшого гарнизона.

### Maй
События, подобные тем, что имели место в Даръа (см. выше), происходили также в городах Банияс, Хомс, Телль-Калах, Латакия и других. Насилие над населением городов продолжалось и после окончания активных действий. По данным Syrian Observatory for Human Rights, на конец мая количество убитых превышало 1000 человек.

### Июнь — июль
По мере развития восстания силы оппозиции становились более организованными и лучше вооружёнными. Первоё вооружённое антиправительственное выступление произошло 4 июня в городе Джиср аш-Шугур (провинция Идлиб), близ турецкой границы. Восставшие подожгли управление безопасности после того, как оттуда был открыт огонь по похоронной процессии. В огне погибли восемь сотрудников безопасности; восставшие заняли здание и захватили находившееся там оружие. Столкновения между демонстрантами и силами безопасности продолжились и в последующие дни. Некоторые офицеры службы безопасности перешли на сторону восставших после того, как сотрудники тайной полиции казнили солдат, которые отказались стрелять в мирных граждан. 6 июня суннитское ополчение и солдаты-перебежчики устроили засаду на колонну сил безопасности, направлявшуюся в город. Опасаясь мести армии, члены милиции и перебежчики, а также около 10 тыс. жителей города бежали через турецкую границу.
В июне и июле протесты продолжались по мере того, как правительственные войска расширяли свои операции, открывая огонь по демонстрантам и используя против демонстрантов танки. В начале июня осаде подверглись города Растан и Телль-Биса, а также город Мааррет-эн-Нууман. 30 июня массовые протесты вспыхнули в Алеппо — деловой столице Сирии. 3 июля армия применила танки в Хаме, после того, как в городе состоялась массовая демонстрация против Башара Асада.
29 июля группа офицеров, дезертировавших из сирийской армии, объявила о создании Свободной сирийской армии, в которую вошли бывшие сирийские военнослужащие, перешедшие на сторону восставших. ССА объявила своей целью отстранение Башара Асада от власти.
С самого начала беспорядков Турция оказывала активную помощь противникам Башара Асада. Летом несколько тысяч противников режима и членов их семей нашли убежище на территории Турции. Президент Реджеп Тайип Эрдоган подверг критике сирийские власти, назвав их действия «ужасающими». 9 августа тогдашний министр иностранных дел Турции Ахмет Давутоглу посетил Дамаск и провёл многочасовые переговоры с Башаром Асадом. По мнению некоторых наблюдателей, через Давутоглу сирийскому президенту были переданы политические требования Запада. Достичь согласия, однако, не удалось, и 23 августа в Стамбуле был создан Сирийский национальный переходный совет. Совет должен был фактически играть роль правительства Сирии в изгнании, однако его деятельность оказалась крайне зависима от личных амбиций и взаимоотношений лидеров различных оппозиционных групп.

## Позиция курдов
В ходе гражданской кампании 2011 года курды по большей части оставались лояльны к властям, в основном из-за того, что оппозиция была поддержана Турцией, а также из-за опасений, что положение национальных и религиозных меньшинств в Сирии резко ухудшится в случае прихода оппозиции к власти. В частности, блок 12 курдских партий бойкотировал конференцию сирийской оппозиции в Анталье, прошедшую 31 мая. Согласно заявлению Салеха Кадо, представителя Курдской левой партии: «Мы, сирийские курды, не доверяем Турции и её политике, и поэтому мы приняли решение бойкотировать этот саммит». В следующей конференции, которая состоялась в августе того же года в Стамбуле (здесь был сформирован оппозиционный Сирийский национальный переходный совет), приняли участие только две курдские партии. По мнению Салиха Муслима, решение курдских лидеров дистанцироваться от конфликта между властями и оппозицией было принято с тактическими целями, чтобы выиграть время на создание структур самоуправления, в то время как власть и оппозиция ослабляли друг друга своим противостоянием.

## Комментарии
1. ↑  В некоторых источниках говорится, что засуха сохранялась до 2011 года